# Kosaciec syberyjski
Kosaciec syberyjski (Iris sibirica L.) – gatunek roślin cebulowych i kłączowych należący do rodziny kosaćcowatych. 

## Rozmieszczenie geograficzne
Rodzimy obszar występowania obejmuje południową, środkową i zachodnią Europę, Turcję, Kaukaz i Syberię. Jest uprawiany w Ameryce Północnej. W Polsce występuje w rozproszeniu na większości obszaru, ale najliczniej na Dolnym Śląsku, Wyżynie Lubelskiej, i na Roztoczu. W Karpatach występuje w  Bieszczadach, Beskidzie Niskim, Beskidzie Wyspowym, Dołach Jasielsko-Sanockich i na Pogórzu Wiśnickim. Nie występuje w województwie łódzkim, południowej i północnej części województwa mazowieckiego i na Pomorzu Zachodnim.

## Morfologia

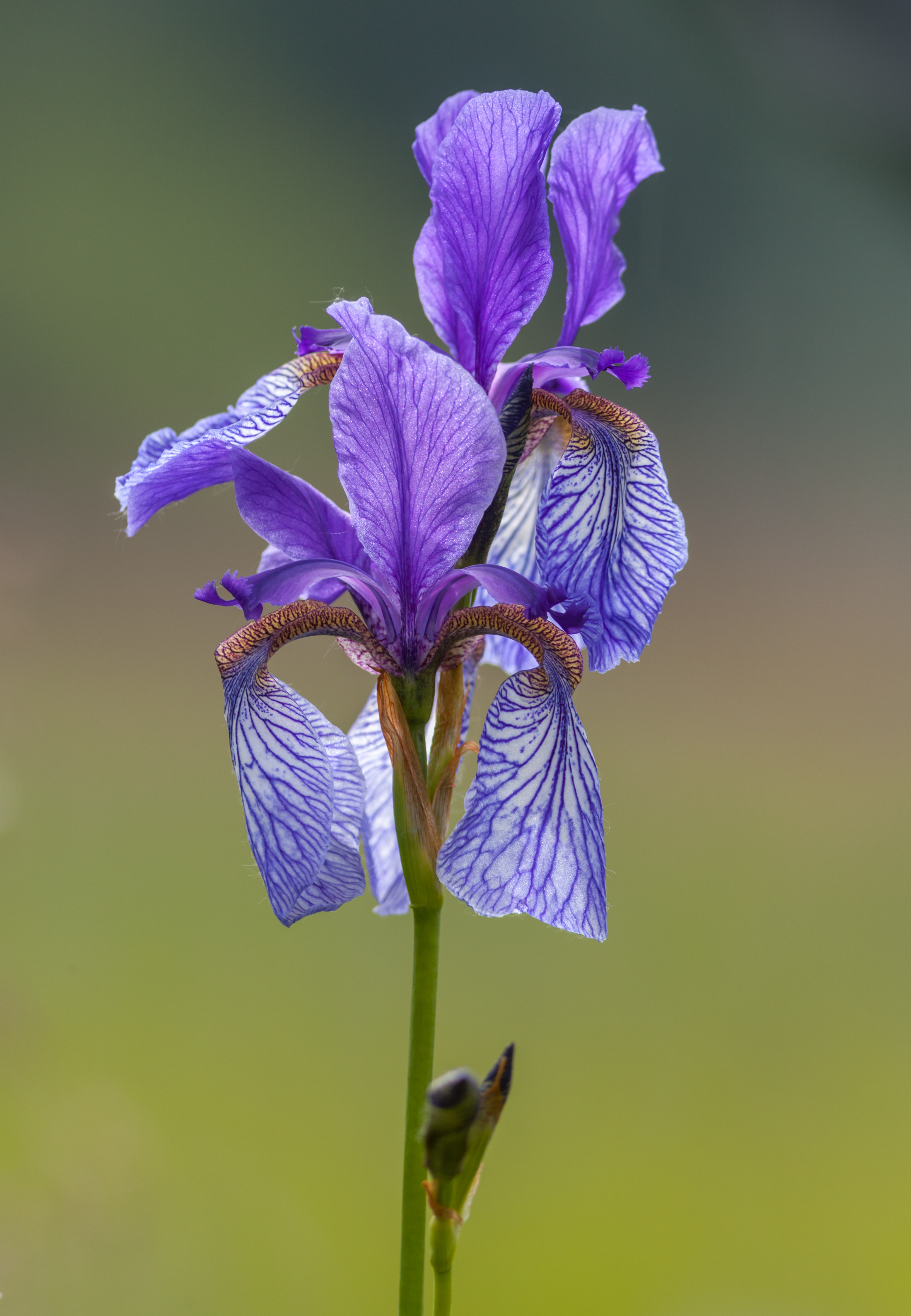
Kwiaty

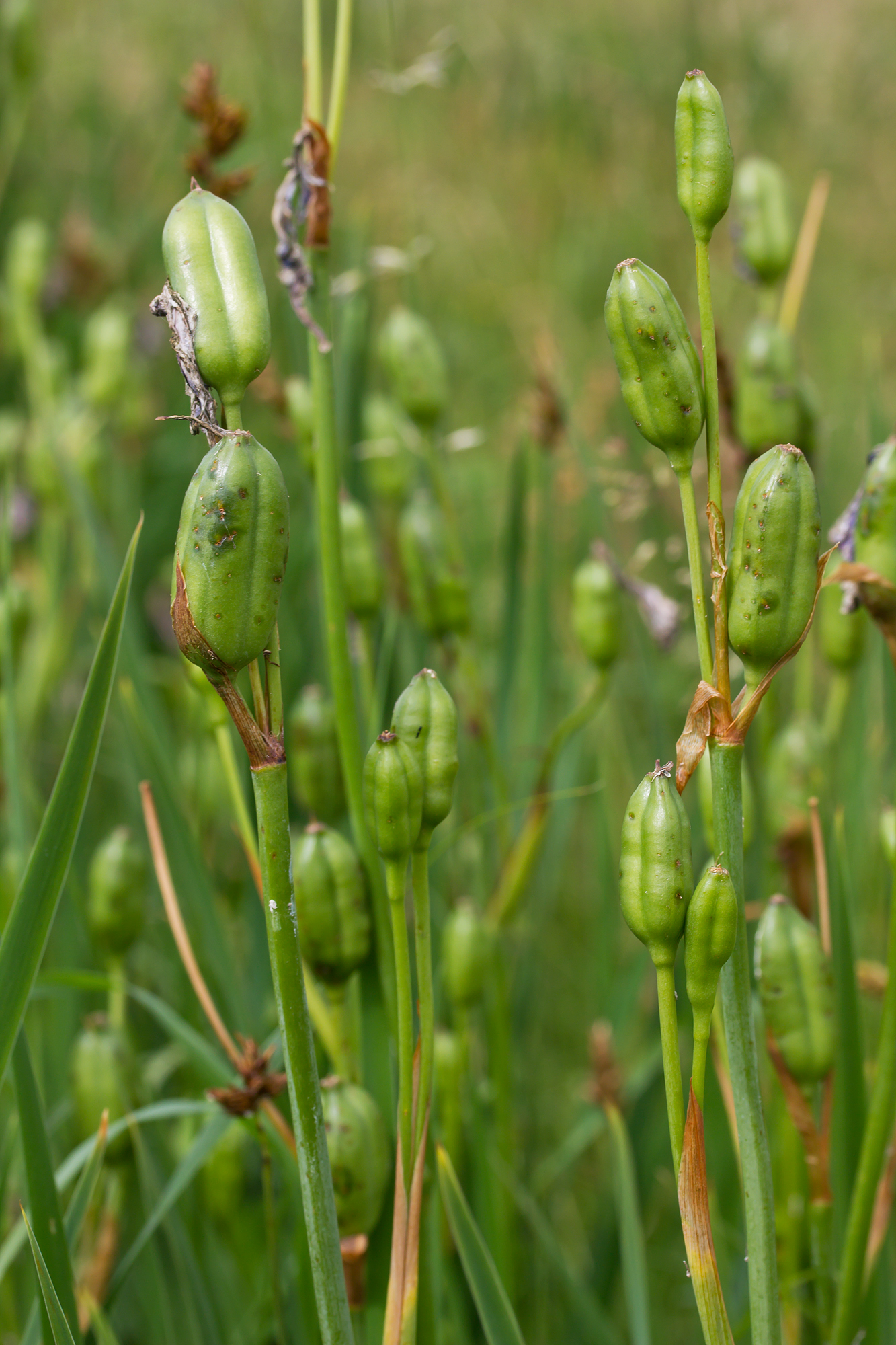
Owoce

ŁodygaPusta, wzniesiona, do 120 cm wysokości. Wyrasta z grubego kłącza. Jest pusta, dołem występują na niej resztki zeszłorocznych liści.
LiścieRównowąskomieczowate o szerokości 2-6 mm, nie wyższe niż łodyga.
KwiatyPrzeważnie występują po dwa, niekiedy po 3-4 na jednym pędzie. Działki okwiatu o szerszej nasadzie. Biało-niebieskie, żyłkowane zwężają się nagle bez strefy przejściowej w żyłkowany paznokieć. Lokalnie występują też rośliny o kwiatach białych. Słupek dolny. Jego znamię jest krótsze i węższe od wewnętrznych działek okwiatu.
OwocElipsoidalna, trójgraniasta, słabo kanciasta i poprzecznie pomarszczona torebka o długości 3-4 mm.

## Biologia i ekologia

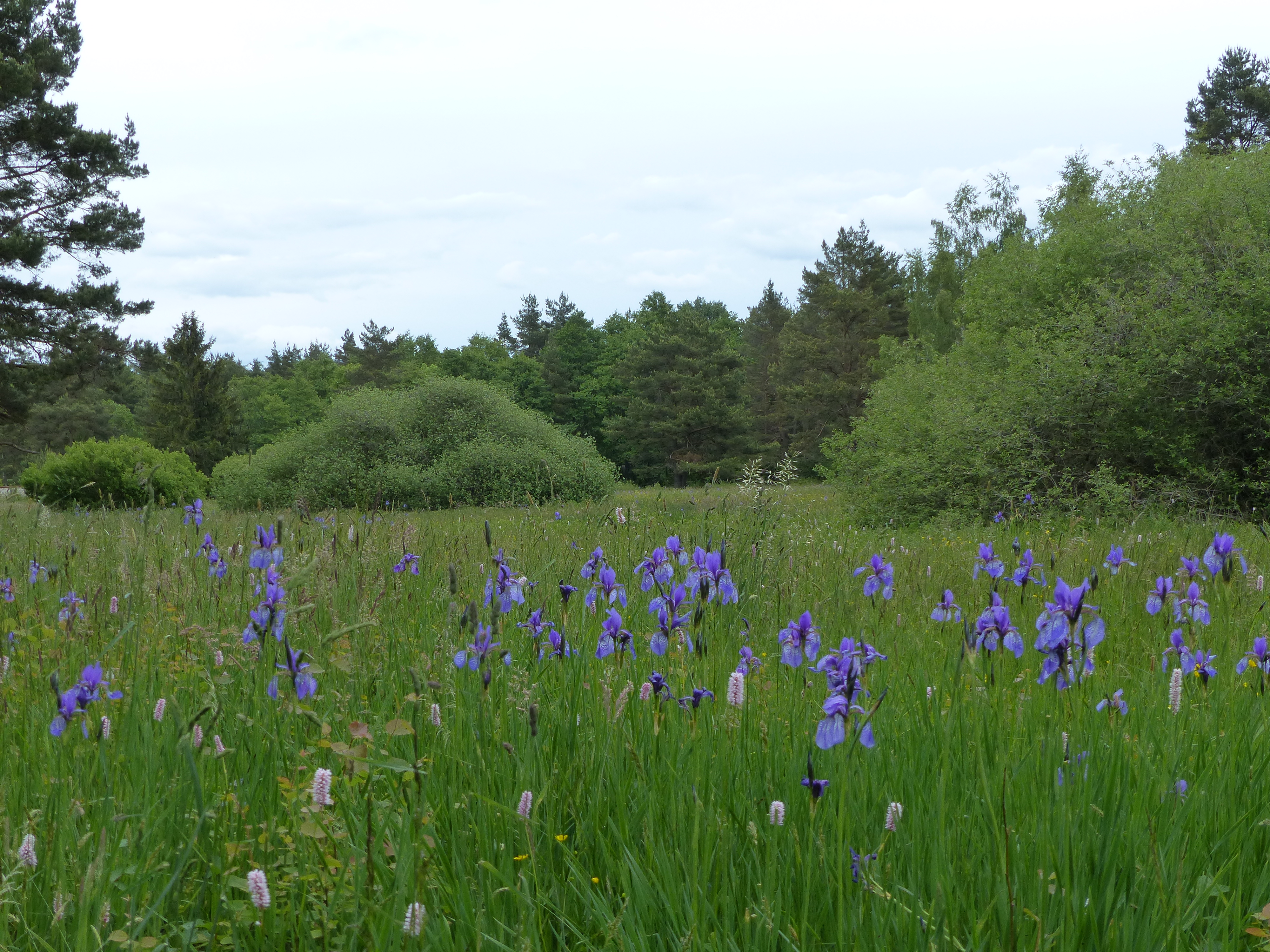
Łąka z kosaćcem syberyjskim

Bylina, geofit. Kwitnie w maju i czerwcu, zapylany jest przez trzmiele. Występuje na torfowiskach niskich m.in. na wilgotnych łąkach trzęślicowych, niekiedy na ich obrzeżach np. w ziołoroślach czy nawet w mokrej psiarze. Niewielkie kępy z osobnikami kosaćca można spotkać też w rowach melioracyjnych oraz w pobliżu zbiorowisk roślinnych: rokicin z wierzbą rokitą oraz łozowisk z wierzbą szarąna łąkach. Podłożem są żyzne gleby bagienne zawierające wapń, wyłącznie w nieuprawianych siedliskach. W górzystych terenach tylko w dolinach. Gatunek charakterystyczny związku Molinion caeruleae. Liczba chromosomów 2n = 28.

## Zagrożenia i ochrona
Roślina objęta w Polsce ścisłą ochroną gatunkową.
Roślina umieszczona na Czerwonej liście roślin i grzybów Polski (2006, 2016) pośród gatunków narażonych na wyginięcie (kategoria zagrożenia VU).
Zagrożony jest przez zrywanie kwiatów oraz wykopywanie i przesadzanie do ogródków przydomowych. Głównym zagrożeniem jest jednak zmiana warunków siedliskowych. Np. stanowisku w miejscowości Mordarka w Beskidzie Wyspowym zagraża obniżenie poziomu wód gruntowych, w Bochni postępująca zabudowa miasta.

## Zastosowanie
Jest często uprawiany jako roślina ozdobna, w tym celu jednak uprawia się nie typową, dziko rosnącą formę, lecz bardziej ozdobne odmiany uprawne (kultywary). Nadaje się do wilgotnych ogrodów skalnych oraz na rabaty i na obrzeża oczek wodnych. Preferuje pełne nasłonecznienie i żyzną glebę. W czasie upałów wymaga podlewania. Rozmnaża się przez podział późnym latem, po przekwitnięciu.

## Filatelistyka
Poczta Polska wyemitowała 14 czerwca 1967 r. znaczek pocztowy przedstawiający kosaćca syberyjskiego o nominale 5  zł, w serii Rośliny chronione. Autorem projektu znaczka był Andrzej Heidrich. Znaczek pozostawał w obiegu do 31 grudnia 1994 r..